# Société des Amis d'André-Marie Ampère
La Société des Amis d'André-Marie Ampère (SAAMA) est une société savante qui a pour but de contribuer à perpétuer la mémoire d'André-Marie Ampère par tous les moyens qu'elle jugera convenables, notamment par des conférences, publications, commémorations, réunion de documents et d'appareils, création de musée.
Fondée en 1930 à l’initiative de Paul Janet, membre de l'Académie des sciences et Directeur de l'École supérieure d'électricité, elle est reconnue d'utilité publique depuis 1936. En particulier, la SAAMA est chargée de la gestion et du développement du Musée Ampère, musée de sciences et techniques, installé dans la maison d'Ampère à Poleymieux-au-Mont-d'Or. La SAAMA détient la propriété des collections précieuses du musée dans la thématique de l'électricité.
La SAAMA organise également des expositions, des ateliers et de nombreuses manifestations participant à faire connaitre les contributions d'André-Marie Ampère et à disséminer les connaissances scientifiques et techniques autour de l'électromagnétisme et ses applications. Elle prend aussi en charge la sauvegarde et le développement du site du Musée Ampère. La SAAMA publie également un bulletin annuel.
La Société a été présidée par diverses personnalités, parmi lesquelles Louis Lumière, Georges Darrieus, Maurice Ponte, Paul Delouvrier, Maurice Jacob ou Geneviève Comté-Bellot.
La Société de l'électricité, de l'électronique et des technologies de l'information et de la communication (SEE), propriétaire du domaine sur lequel est installé le musée Ampère, est un partenaire privilégié de la SAAMA, contribuant à renforcer les liens entre la conservation du patrimoine scientifique et le progrès technologique.
La SAAMA fait partie de la Fédération régionale des acteurs du patrimoine d'Auvergne-Rhône-Alpes.

## Histoire
En 1928, grâce à une souscription internationale organisée par Paul Janet, l'ancienne propriété d'André-Marie Ampère à Poleymieux-au-Mont-d'Or, qui venait d'être mise en vente, fut acquise. Cette souscription a reçu le soutien d'entreprises, associations et personnalités éminentes, et la contribution la plus importante provenait des frères Behn. Hernand et Sosthenes Behn, hommes d'affaires américains d'origine française par leur mère, étaient les cofondateurs de la société multinationale ITT, qui développait ses activités en France à cette époque. Bien qu'initialement prévu de faire don à l'Académie de Sciences, c'est finalement la Société française des électriciens qui fut bénéficiaire. Le 2 juin 1928 est inaugurée la maison de Poleymieux en présence de nombreuses personnalités,.
À la même initiative de Paul Janet est fondée le 12 juin 1930 la Société des amis d'André-Marie Ampère à laquelle est confiée la gestion de la Maison d'Ampère. Parmi les fondateurs de la SAAMA on trouve: Emile Picard (Secrétaire perpétuel de  l'Académie de Sciences), Alfred Lacroix (Secrétaire perpétuel de l'Académie de Sciences), André Blondel (Académie de Sciences), Gustave Ferrié (Académie de Sciences), Paul Janet (Académie de Sciences), Louis de Launay (Académie de Sciences) ou Vito Volterra (Associé étranger de l'Académie de Sciences).
Le premier président de la SAAMA fut Louis Lumière avec deux présidents d'honneur, Raymond Poincaré (Académie Française) et Edouard Herriot, Maire de Lyon. Le comité de patronage établi pour la création de la SAAMA compta avec des nombreuses personnalités scientifiques parmi lesquelles figurent plusieurs prix Nobel de physique, William-Henry Bragg (1915), Louis de Broglie (1929), Jean Perrin (1926), Pieter Zeeman (1902) et de chimie, Victor Grignard (1912) et Paul Sabatier (1912), mais également d'autres physiciens et chimistes de renom comme Blas Cabrera, Aimé Cotton, Charles Fabry, Wander-Johannes de Hass, Martin Knudsen, Paul Langevin ou Herny Le Chatelier.
La Maison d'Ampère-Musée de l'Électricité est inauguré le 1er juillet 1931 et la SAAMA est reconnue d'utilité publique par décret du 4 avril 1936.

## La SAAMA et le Musée Ampère
Depuis sa fondation en 1930, la Société des Amis d'André-Marie Ampère est chargée de la gestion et du développement d'un Musée de l'électricité, installé dans la maison d'Ampère à Poleymieux-au-Mont-d'Or, connu comme Musée Ampère ou Maison Ampère - Musée de l'Électricité.
Le long de son histoire, la SAAMA a procédé, grâce à la contribution de nombreux mécènes et à l’investissement des bénévoles de l'association, à des nombreux aménagements, restaurations de la battisse et de ses jardins, ainsi qu'à la collecte, acquisition ou développement des objets et installations qui constituent la collection du Musée Ampère.
Parmi les objets présents au musée Ampère détenus par la SAAMA on peut citer l'unique version du dispositif de l'expérience d'Einstein-de Haas, seule expérience qu'Albert Einstein ait publiée en recherche fondamentale, et qui a permis de confirmer l'existence des "courants moléculaires d'Ampère".

## Publications
La Société des Amis d'André-Marie Ampère publie des livres, vidéos, et un bulletin annuel.
Publications de la société (liste non exhaustive) :
- "Correspondance du Grand Ampère" en 3 volumes de 1936 à 1943, Ampère, Auteur: André Marie (1775-1836). Éditeurs scientifiques:  Louis Auguste Alphonse et la Société des amis d'André-Marie Ampère[11].
- Guide du Musée Ampère", par Robert Moïse, 3e éd. rev. et augm - 1985 (63 pages)[12]
- "Guide du Musée Ampère", par Robert Moïse, Edition revue et complétée - 1996 (63 pages)[13]

- "Le génial Bonhomme Ampère - Le Romain de sa vie" par Pierre Marion, 1999[14]

- "Bulletin de la Société des Amis d'André-Marie Ampère" de 1931 à 2023 (68 numéros)[5],[15]
- "L'homme à l'aimant" Ouvrage collectif avec des arrangements de la SAAMA. Édité par EMMC,  (ISBN 9782357401235) - 2011

## Fonctionnement
La SAAMA est dotée d'un bureau et d'un conseil d'administration qui constituent ses organes de gouvernance.
Le bureau est constitué du président, d'un délégué général, d'un conservateur, d'un trésorier et d'un secrétaire.
L'association fonctionne essentiellement grâce aux cotisations de ses adhérents, la contribution de partenaires, des prêts et des dons.

## Distinctions
La société des Amis d'André Marie d'Ampère a reçu le 18 décembre 2018 de la part de l'Académie des Sciences, Belles-Lettres et Arts de Lyon la médaille d'honneur 2018.

## Présidents et  présidents honoraires

### Présidents
- Louis Lumière (1930-1941)
- Frédéric Hellot (1942-1947)
- Georges Darrieus (1948-1974)
- Maurice Ponte (1974-1979)
- Raymond Pelletier (1979-1985)
- Paul Delouvrier (1985-1994)
- Jean-Pierre Desgeorges[17] (1994-1999)
- Jacques Lion (2000-2001)
- Maurice Jacob (2002-2005)
- Geneviève Comté-Bellot (2005-2020)
- Alfonso San Miguel (depuis 2021)

### Présidents honoraires
- Edouard Herriot
- Raymond Poincaré
- Louis Lumière
- Georges Darrieus
- Geneviève Comte-Bellot